# Griffon (achtbaan)
Griffon is een stalen duikachtbaan gebouwd door Bolliger & Mabillard in het Amerikaanse pretpark Busch Gardens Williamsburg. Bij de opening was deze de snelste duikachtbaan ter wereld, maar met de komst van Valravn in attractiepark Cedar Point is dit record niet meer in handen van Griffon.
Deze achtbaan heeft een speciaal element, genaamd "splashdown".

## Splashdown

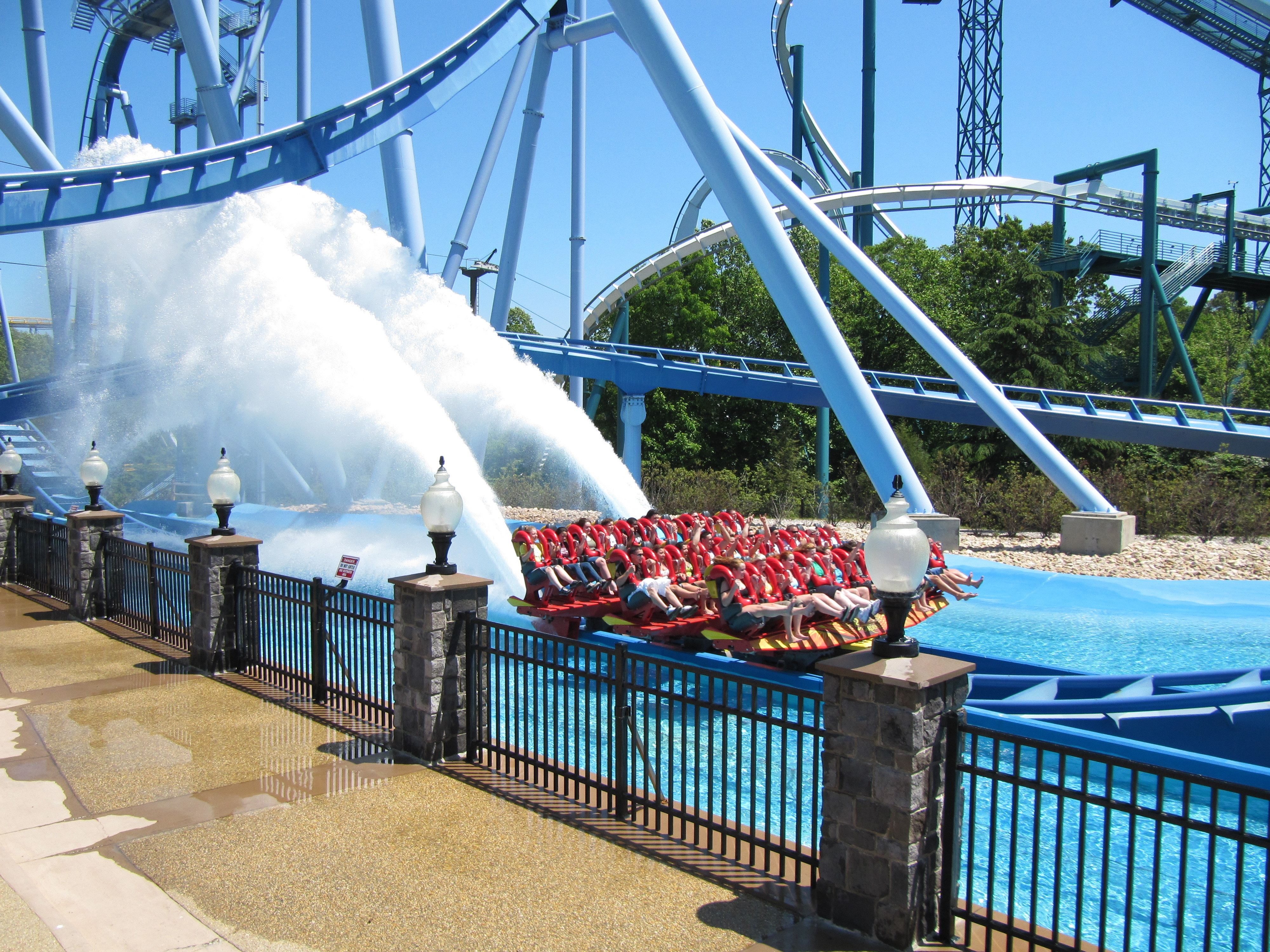
De trein passeert het "splashdown"-element

Een splashdown is een uniek element, waarbij de trein net boven het water passeert. De achterkant van de trein doet water opspatten vlak na de trein zonder dat de passagiers hierdoor nat worden.

## Treinen
In de achtbaantreinen op deze achtbaan kunnen op drie rijen tien personen naast elkaar zitten. Deze treinen zijn breder dan de baan, waardoor 4 mensen per rij dus eigenlijk buiten de baan zitten.